# Syntactiek
De syntactiek is een deelgebied van de taalkunde dat zich bezighoudt met alles wat met de formele verbinding van bij een natuurlijke taal horende symbolen te maken heeft. De regels van de syntactiek komen tot uiting in de fonologie, morfologie, syntaxis en tekstlinguïstiek
De syntactiek vormt hiermee samen met de pragmatiek en de semantiek een deelgebied binnen de semiotiek. Deze laatste discipline is veel breder en houdt zich bezig met de betekenis van tekens in het algemeen. Het begrip syntactiek wordt wel gezien als equivalent van "syntaxis", maar dan specifiek toegepast op de semiotiek. Bij uitbreiding wordt het begrip syntactiek net als het begrip semiotiek ook wel in niet-linguïstische zin gebruikt.